# Rambo V. – Utolsó vér
A Rambo V. – Utolsó vér (eredeti cím: Rambo V vagy Rambo V: Last Blood) 2019-es amerikai-bolgár akció-thriller, melyet Adrian Grunberg rendezett. A 2008-ban bemutatott John Rambo című film folytatása, amely a Rambo-sorozat ötödik és egyben utolsó része. A főszerepet Sylvester Stallone, Paz Vega, Sergio Peris-Mencheta, Adriana Barraza, Yvette Monreal, Genie Kim, Joaquín Cosío és Oscar Jaenada alakítja.
Az Amerikai Egyesült Államokban 2019. szeptember 20-án mutatták be, Magyarországon egy nappal hamarabb szinkronizálva, szeptember 19-én a Vertigo Média Kft. forgalmazásában.
A film általánosságban negatív véleményeket kapott a kritikusoktól, amely az általános forgatókönyvre, a durva erőszakra, valamint a rasszizmusra és az idegengyűlöletre összpontosított. A Metacritic oldalán a film értékelése 30% a 100-ból, ami 20 véleményen alapul. A Rotten Tomatoeson a Rambo V: Utolsó vér 35%-os minősítést kapott, 53 értékelés alapján.
A projekt költségvetésére több mint 90 millió dollárt fordítottak. Az otthoni mozikban 23 millió dollárt, világszerte pedig 27 millió dollárt hozott, így jelentős anyagi veszteséget könyvelhettek el a készítők.
Az ötödik film terveit már 2008-ban bejelentették, de különféle iterációkat dolgoztak ki és töröltek, ami miatt nem valósult meg a film elkészítése. Végül hivatalosan bejelentették 2018. májusában, hogy ezúttal elkészül a projekt; októberben megkezdték a forgatási munkálatokat Bulgáriában és december 31-ig fejezték be Tenerifén (Kanári-szigetek). Bryan Tyler is visszatért, mint a film zeneszerzője.
John Rambo Mexikóba utazik, hogy megmentse unokahúgát, akit elrabolt a helyi kartell.

## Cselekmény
|  | Alább a cselekmény részletei következnek! |

Tizenegy évvel a burmai események után, John Rambo megörökölte néhai apja régi lófarmját az arizonai Bowieban, amiben régi barátja, Maria Beltran és annak unokája, Gabrielle is egyaránt lakik.
Hamarosan Gabrielle tájékoztatja Rambót, hogy az egyik barátnője, Jezel megtalálta a biológiai apját, Miguel-t Mexikóban. Rambo és Maria kérése ellenére, Gabrielle titokban elmegy Mexikóba, hogy megkérdezze apját, miért hagyta el őt és az anyját kislány korában. Jezel elvezeti Miguel lakásához és kiderül, hogy soha nem is akart egyikőjükkel sem törődni.
Gabrielle szomorúan elmegy az egyik helyi klubba Jezellel, ahol bekábítószerezik és a mexikói kartell végrehajtói elrabolják. Időközben Maria tájékoztatja Rambo-t Gabrielle titkos mexikói útjáról és a hirtelen eltűnéséről. Rambo vonakodva utána ered, majd odaérve szóra bírja Miguelt, illetve az áruló Jezelt is Gabrielle tartózkodási helyéről. Jezel végül elvezeti Rambót abba a klubba, ahol utoljára látták; ekkor szembe kell néznie El Flako-val, aki utoljára beszélt Gabriellel. Egy titokzatos nő, Carmen távolról megfigyeli Rambót, miközben El Flako Gabrielle helyszínéhez vezeti. Rambo azonban bajba keveredik és megveri a Hugo és Victor Martinez vezette kartell, akik ezt követően megszerzik a jogosítványát, feltárva a farm helyét, valamint Gabrielleről egy fotót, melyet Victor felismer. A kartell megesküszik, hogy Rambo tettei miatt továbbra is bántalmazni fogják a lányt; ekkor Victor mindkettejük arcába egy v betűt karcol.
Carmen hazaviszi a súlyosan megsebesült Rambót és ápolni kezdi, amíg meggyógyul. Carmenről kiderül, hogy független újságíró és egy ideje a Martinez testvérek után nyomoz, akik elrabolták és meggyilkolták a húgát. Négy nap elteltével Rambo megtámadja az egyik helyi bordélyt, több embert megölve, amíg végül meg nem találja a bekábítószerezett Gabrielle-t. Hazafelé haladva, Rambo megköszöni Gabriellenek, hogy tíz évig reményt adott neki, ám a lány meghal a kényszerített túladagolásban. A feldühödött Rambo elküldi Maria-t a háztól és csapdákkal tele biztosítja be a farmot konfrontáció céljából. Később visszatér Mexikóba, hogy Carmentől kérjen egy utolsó szívességet; Victort segítsen neki megtalálni. Carmen megtagadja, hogy ezzel semmi sem fog megoldódni, de végül látva Rambo csalódását és gyászát, segít neki.
Rambo megtámadja Victor házát, több testőrt megölve, majd a férfit is lefejezi. Megtorlásként Hugo egy osztagcsoporttal megy Rambo farmjára, ahol mindegyik embere a csapdák áldozatává válik: Rambo még a vietnámi háborúban tanulta el földalatti harcot és farmja alatt mesterséges vájatokat alakított ki. Itt csalja aztán tőrbe a fegyveres mexikóiakat különböző cseles csapdák alkalmazásával. Rambo utoljára hagyja Hugo-t; nyilakkal odaszegezi pajtája kapujához, majd a magatehetetlen férfinek kivágja a szívét. A film legvégén a megsérült Rambo az apja házának tornácán üldögél és megfogadja, hogy folytatja a harcot, szeretteinek emlékét megőrizve. Ezt követően lóra száll és elindul a naplemente irányába.
|  | Itt a vége a cselekmény részletezésének! |

## Szereposztás
| Szereplő | Színész               | Magyar hang            |
| --- | --------------------- | ---------------------- |
| John J. Rambo | Sylvester Stallone    | Gáti Oszkár            |
| Carmen Delgado | Paz Vega              | Nagy-Németh Borbála    |
| Hugo Martinez | Sergio Peris-Mencheta | Varga Rókus            |
| Maria Beltran | Adriana Barraza       | Menszátor Magdolna     |
| Gabrielle | Yvette Monreal        | Csifó Dorina           |
| Yenah Han | Genie Kim             | Lipcsey Colini Borbála |
| Victor Martinez | Óscar Jaenada         | ?                      |
| Miguel | Marco de la O         | Harmath Imre           |
| Jezel | Fenessa Pineda        | Bogdányi Titanilla     |
| Juanita | Díana Bermudez        | Mohácsi Nóra           |
| Alejandra | Sheila Shah           | Nádorfi Krisztina      |
| További magyar hangok |                       |                        |
| Baráth István, Berkes Bence, Bor László, Bartók László, Fehérváry Márton, Gyurin Zsolt, Holl Nándor, Hegedüs Miklós, Kossuth Gábor, Sarádi Zsolt, Suhajda Dániel, Tóth Márk |                       |                        |

## Érdekességek
- Rambo farmján látható egy MTZ típusú traktor. A film külső jelenetei részben Bulgáriában készültek, így kerülhetett a helyszínre ez a jellemzően kelet-európai típusú mezőgazdasági vontató